# Verzorgingsplaats Palmpol
Verzorgingsplaats Palmpol is een Nederlandse verzorgingsplaats, gelegen aan de zuidzijde van A1 Amsterdam-Oldenzaal tussen afritten 14 en 15 in de gemeente Barneveld.
Aan de andere kant van de snelweg ligt even verderop verzorgingsplaats Uilengoor.

## Oplaadpunt
De verzorgingsplaats beschikt ook over een oplaadpunt voor elektrische auto's, geëxploiteerd door Fastned. In 2014 was het een van de 3 stations met de hoogste omzet voor Fastned.
Richting Oldenzaal:
Honswijck · 
Ronduit · 
De Slaag · 
Palmpol ·
Tolnegen · 
Lucasgat · 
Bruggelen · 
De Paal · 
Boermark · 
Bolder · 
Het Lonnekermeer
Richting Amsterdam:
De Poppe · 
Het Veelsveld · 
Struik · 
De Hop · 
Vundelaar · 
De Hucht · 
De Strubben · 
Tolnegen · 
Aanschoten · 
Uilengoor · 
De Middelaar · 
Neerduist · 
Bastion · 
Hackelaar